# Belgrave Square

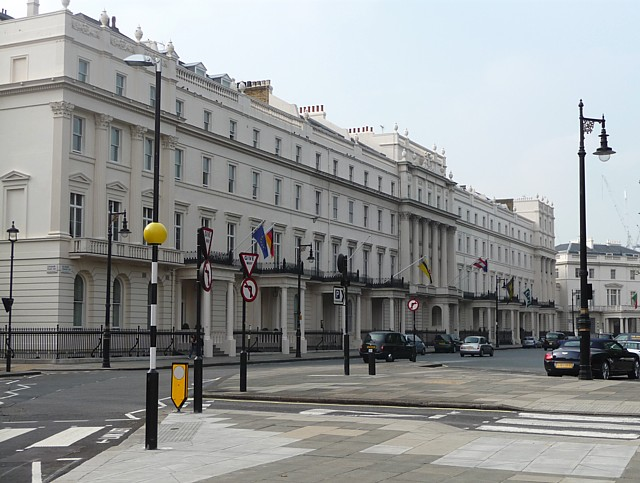
Edifici tipici in Belgrave Square

Belgrave Square è una grande piazza giardino del XIX secolo a Londra. È il fulcro di Belgravia e la sua architettura ricorda lo schema originale dell'appaltatore immobiliare Thomas Cubitt che ingaggiò George Basevi per tutte le case a schiera commissionate da Robert Grosvenor, I marchese di Westminster negli anni 1820. La maggior parte delle case erano occupate nel 1840. La piazza prende il nome da uno dei titoli sussidiari del Duca di Westminster, Visconte Belgrave. Il villaggio e l'ex casa padronale di Belgrave, Cheshire, erano tra le proprietà terriere rurali associate alla casa principale e ai giardini del ramo anziano della famiglia, Eaton Hall. Oggi molte ambasciate occupano edifici su tutti e quattro i lati della piazza.

## Storia

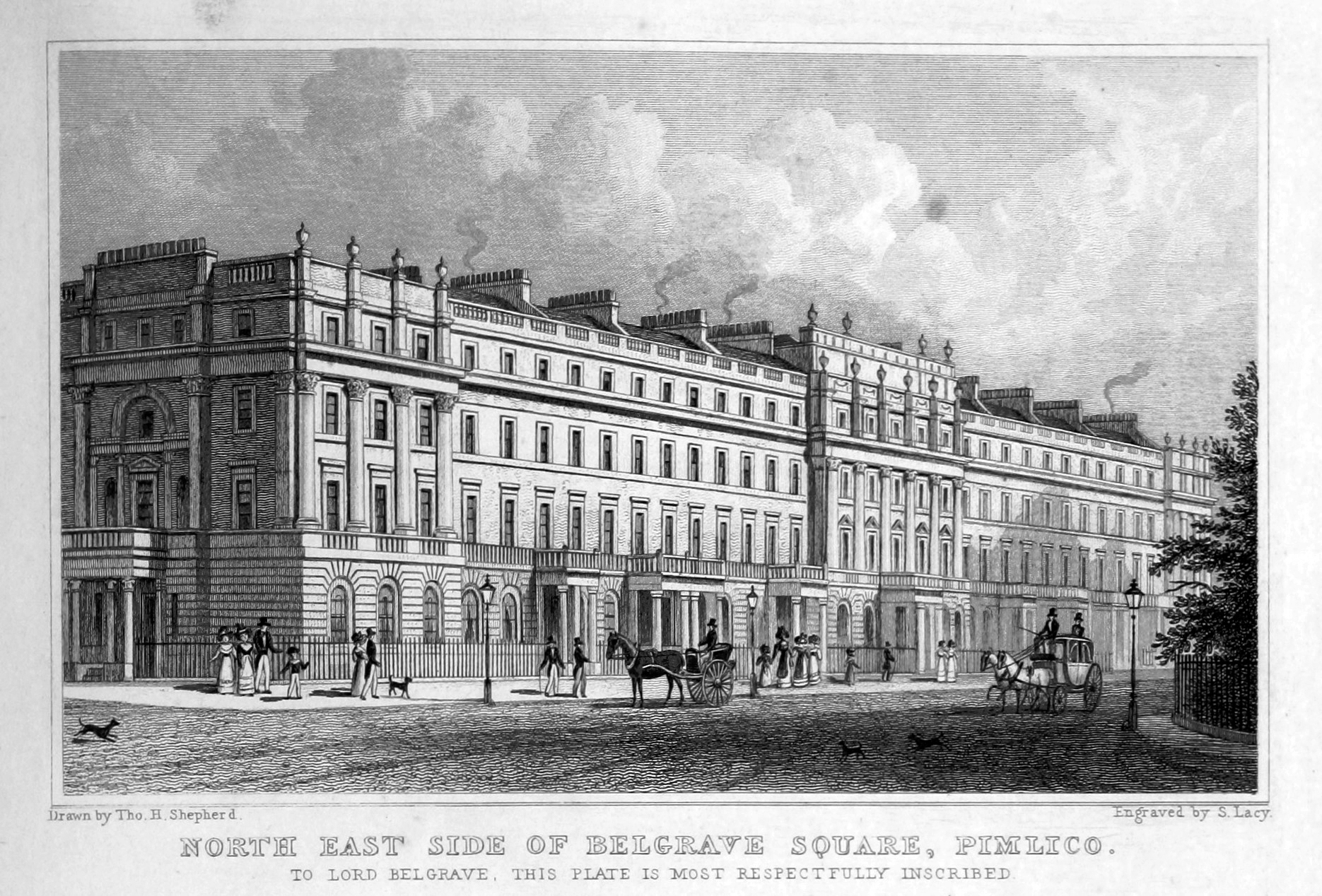
Il lato nord-est di Belgrave Square, subito dopo la costruzione

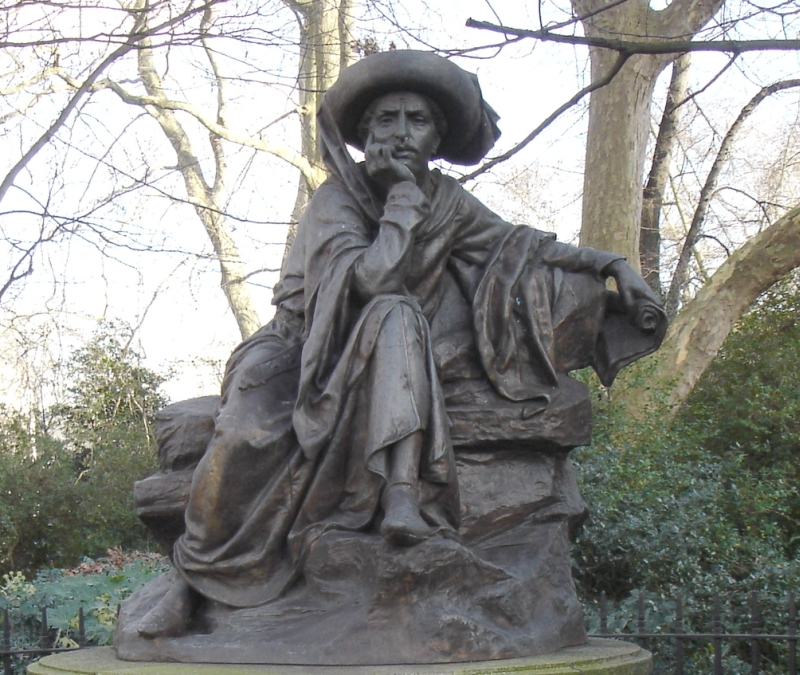
Statua del principe Enrico il Navigatore in Belgrave Square, eretta nel 2002

La piazza è perfettamente quadrata con lati di 200 metri, comprensivi di piccoli aggetti porticati. Si tratta essenzialmente di quattro file di case a schiera, ognuna con undici grandi case stuccate di bianco, tranne le case d'angolo sporgenti color crema, a parte il lato sud-est, diviso in dodici; le ville unifamiliari sono in tre angoli e al centro c'è un giardino privato.
La numerazione è in senso antiorario da nord: lato nord-ovest, da № 1 a 11 con il palazzo dell'angolo ovest, № 12. Lato sud-ovest, da №s 13 a 23 con il palazzo nell'angolo sud, № 24. Lato sud-est da 25 a 36 con il palazzo nell'angolo est, № 37. Lato nord-est da 38 a 48. Un po' dopo la villa nell'angolo nord № 49 fu disegnata da Cubitt (da non confondere con suo figlio George, un altro architetto, nobilitato come Lord Ashcombe) per Sidney Herbert, I barone di Lea nel 1851.
La più grande villa d'angolo, № 37 (Seaford House), venne progettata da Philip Hardwick. Il № 12 è stato progettato da Robert Smirke. La piazza ospita le statue di Cristoforo Colombo, Simón Bolívar, José de San Martín, del principe Enrico il Navigatore e del I marchese di Westminster, un busto di George Basevi e una scultura intitolata Omaggio a Leonardo dello scultore italiano Enzo Plazzotta.
Dalla sua costruzione fino alla seconda guerra mondiale, la piazza è stata abitata dalle alte sfere dei capitalisti in cerca di ulteriore influenza, status o socializzazione nella capitale. Tale successo è stato immediato. Ciò è stato determinato dalla decisione di un altro dei principali proprietari e pianificatori immobiliari di Londra, il Duca di Bedford, di scegliere il № 6 come alloggio a Londra piuttosto che qualsiasi casa nella sua Bloomsbury, che aveva perso il suo prestigio aristocratico.
La piazza ha ospitato ambasciate fin dai primi tempi, che sono poi aumentate di numero, con l'ambasciata tedesca, che occupa tre case sul lato ovest. Durante la seconda guerra mondiale la piazza fu utilizzata come parcheggio di carri armati; in seguito la maggior parte delle case fu trasformata in uffici e sedi di aziende. Il XXI secolo ha visto più locazioni domestiche, come tre dalla Grosvenor Estate nel 2004. L'attuale duca di Westminster co-amministra e gode di una partecipazione in trust familiari da miliardi di sterline. La proprietà di famiglia, che è in gran parte intatta, si estende dal Tamigi a Marble Arch e al resto di Oxford Street ma omette Victoria Station, St. James's e Buckingham Palace.
Il giardino privato condominiale è di 2 ettari e contiene platani, castagni e tigli oltre a divrsi arbusti. I suoi sentieri in ghiaia furono posati nel 1854, con siepi di ligustro piantate attorno al suo perimetro. All'interno sorgono pergolati e pensiline in legno e dispone di un campo da tennis. Il giardino è classificato Grade II nel Registro dei parchi e giardini storici.
Le sculture nei giardini includono la statua di Cristoforo Colombo, del principe Enrico il Navigatore, di Simón Bolívar, di José de San Martín, un omaggio a Leonardo e un busto di George Basevi.

## Inquilini del XXI secolo
La Piazza è principalmente un centro per ambasciate e istituzioni.
- Sezione dell'Istituto di Cultura rumeno dell'ambasciata di Romania, a № 1
- Oleg Deripaska, al № 5[5]
- L'ambasciata di Siria, a № 8
- La Residenza ufficiale dell'ambasciatore del Kuwait, al № 11A
- L'ambasciata del Portogallo, ai n. 11-12
- L'alto commissariato del Ghana, al № 13
- La Società dell'Industria Chimica, ai № s14–15
- Canning House, The Hispanic & Luso-Brazilian Council, ai №s 14-15
- La Country Land and Business Association, al № 16
- La residenza ufficiale dell'ambasciatore austriaco, al № 18
- L'alta Commissione del Brunei, ai №s 19-20
- L'ambasciata di Germania, a №  (21)–23
- L'ambasciata di Spagna, al № 24
- L'ambasciata reale norvegese, al № 25
- L'ambasciata di Serbia, al № 28
- L'Ufficio Culturale Saudita, al № 29
- L'ambasciata del Bahrain, al № 30[6]
- Henadiy Boholyubov di Privat Group, al № 31
- L'Associazione anglo-tedesca, al 34
- La residenza ufficiale dell'ambasciatore belga, al № 36
- Il Royal College of Defense Studies, Seaford House, al № 37
- The Caledonian Club, all'angolo tra Belgrave Square e Halkin Street
- L'Istituto italiano di cultura al № 39
- L'Alto Commissariato di Trinidad e Tobago al № 42
- L'ambasciata turca al 43
- L'Istituto di praticanti in pubblicità al № 44
- L'Alto Commissariato malese al № 45
- La residenza ufficiale dell'ambasciatore messicano al № 48
- Residenza dell'ambasciatore argentino, al № 49